# Backstreet Boys
«Backstreet Boys» — американський поп-гурт, створений 1993 року в Орландо. Завоював популярність у другій половині 1990-х років, був відзначений кількома нагородами Греммі, а в 2001 році потрапив до Книги рекордів Гіннесса як найуспішніший підлітковий гурт усіх часів. Станом на 2005 р. шістнадцять їхніх хітів відзначилися в найкращій десятці Великої Британії.
Гурт складається з п'яти чоловік: Нік Картер, Ей Джей Маклін, Брайан Літтрелл, Хауї Дороу та Кевін Річардсон.

## Історія

### Початок і міжнародний успіх
1993 — 1996 Backstreet Boys склалися як гурт у 1993 році в Орландо, де випускники старших класів Ей Джей Маклін, Хауї Дороу і їх молодший товариш Нік Картер часто зустрічалися на музичних прослухуваннях. Вони поступово стали друзями. Кевін Річардсон зустрів їх через товариша по роботі. Разом вони вирішили створити гурт, що отримав свою назву на честь одного з місцевих ринків, який вечірньої пори ставав місцем збору молоді.
У пошуках п'ятого члена гурту Кевін подзвонив Брайану Літтреллу, двоюрідному братові Кевіна з Кентуккі, з яким вони в дитинстві співали в церковному хорі і на фестивалях. «19 квітня 1993 року. — згадує Брайан. — Він подзвонив мені під час уроку американської історії. Завершуючий урок мого передостаннього року в школі». Наступного ранку Літтрелл був вже в Орландо. Першими піснями, записаними Backstreet Boys стали «Lover boy», написана для гурту Бобом Куріано, і кавер-версія «Get ready».
Їх перший виступ відбувся для трьохтисячної аудиторії в розважальному центрі-океанаріумі Seaworld, в м. Орландо, Флорида 8 травня 1993 року. Гурт став завойовувати увагу підліткової аудиторії, виступаючи в місцевих школах, торговельних центрах і нічних клубах. У лютому 1994 року Backstreet Boys уклали контракт із звукозаписною компанією Jive Records. У червні був записаний їхній перший сингл «We've got it going on», We've Got It Goin' On не відмічений в США серед популярних у той час пісень в стилі гранж і гангста-реп. Запланований успіх прийшов до гурту, всупереч очікуванням, спочатку в Європі. Вперше пісня стала звучати в Англії, звідти успіх поширився континентом. 1995 року BSB здобули нагороду журналу Smash Hits як «Відкриття року» в Лондоні. 1996 рік почався з того, що за підсумками голосування німецьких телеглядачів Backstreet Boys стали найкращим іноземним гуртом року, сингл «I'll Never Break Your Heart» став золотим в Німеччині й посів перше місце в австралійських чартах. До лютого завдяки французьким шанувальникам, успіх до гурту прийшов і в Канаді. Влітку 1996 років в Європі, Азії і Канаді вийшов їх перший альбом «Backstreet Boys». У записі пісень брали участь Denniz Pop і Макс Мартін, що стояли за успіхом Ace of Base. Ці пісні були поп-музикой світового класу. Диск став платиновим в Європі, квитки на всі 57 концертів євротурне було розпродано. До осені 1996 років BSB досягли успіху в Азії і Австралії, потім повернулися до Канади, де їх альбом 6 разів ставав платиновим. Backstreet Boys стали одними з найуспішніших артистів-початківців у світі.

### Прорив у США
1997 — 1999 після релізу наступного синглу «Quit playing games» в серпні, гурт узявся до запису свого нового альбому. У серпні 1997 року гурт випустив альбом «Backstreet's Back». Було вирішено знову спробувати щастя в рідній країні. Поп-музика поверталася в Штати з такими гуртами як Spice Girls і Hanson. У США їх альбом повинен був стати дебютним, тому гурт випустив «Backstreet Boys (US edition)», збірка пісень з європейських версій «Backstreet Boys» і «Backstreet's Back». Альбом мав великий успіх в усьому світі, продажі становили 28 млн екземплярів (для американського видання — 14 млн). Гурт злетів на вершини хіта-парадів відразу з декількома синглами: «Quit Playing Games (With My Heart)», «Everybody (Backstreet's Back)» і «I'll Never Break Your Heart»[4]. Backstreet Boys були номіновані на премію «Греммі» як «Найкращий новий виконавець». У грудні 1997 року почався тур на підтримку альбомів, який охоплював 60 міст в 20 країнах світу. 1998 року Брайан Літтрелл в середині туру по 39 містах США переніс операцію на відкритому серці (вроджена вада серця), за наполяганням його дівчини (тепер дружини) Ліенн Уоллес. Операція вже двічі відкладалася на вимогу менеджменту гурту. Через 8 місяців відновного періоду, тур на підтримку другого альбому продовжився. Незабаром після цього знову довелося перервати виступи — через смерть рідної сестри Хауї Дороу — Керолайн (вона померла від системного червоного вовчаку). У жовтні 1998 року Backstreet Boys мером м. Орландо був вручений ключ від міста у вдячність за допомогу жертвам торнадо (благодійний концерт гурту зібрав понад 250 тис. доларів). У лютому 1999 року гурт відмовився від послуг менеджменту, змінивши їх на фірму «The Firm».

### «Millennium»: наступний альбом
1999 — 2000 робота над новим альбомом велася з вересня 1998 року. Чекання, яке підживлювалось успіхом нового синглу, «I want it that way» було великим. 18 травня 1999 року відбувся реліз наступного альбому — «Millennium» (англ. тисячоліття), частина пісень з якого була написана у співавторстві з учасниками гурту. Альбом стартував у чарті Billboard 200 на першому місці і залишався там протягом десяти тижнів. У перший тиждень після реліза альбом побив рекорди продажів (1 134 000 екземплярів). «Millennium» отримав 5 номінацій на премію Греммі, включаючи «Альбом року». Він є 8 в списку альбомів, що самих продаються, у світі. Всього в усьому світі було продано більше 40 млн екземплярів. У серпні почався тур по 39 містах США, квитки на який були розпродані менше ніж за 24 години, підтвердивши феноменальну популярність гурту. 2000 року Backstreet Boys з'явилися на обкладинці першого номера нового тисячоліття журналу Rolling Stone. Уражена успіхом гурту, Sony BMG, що володіла 20 відсотками акцій компанії, яка контролювала Jive Records, викупила залишки за суму в мільярд доларів США. Це найбільша сума, будь-коли заплачена за незалежну компанію звукозапису.

### «Black & Blue»: 2000— 2001
В листопаді 2000 року вийшов четвертий альбом «Black & Blue». Ідею назви альбому подав Брайан Літтрелл під час фотографування в Лос-Анджелесі, де учасники гурту були одягнені в чорне на синьому фоні. На підтримку альбому було вирішено вирушити в тур «Навколо світу за 100 годин» — вони дали концерти в таких країнах як Швеція, Японія, Австралія, ПАР, Бразилія і США. 55 годин були витрачені на подорожі, 45 — на виступи. «Black & Blue» був розпроданий в усьому світі в кількості 5 млн екземплярів в першою тиждень продажів, але залишався на вершині чартов лише 2 тижні. Це досягнення для будь-якого виконавця, але розчарування для Backstreet Boys. Перший сингл з альбому, «Shape of my heart» виявився в перший тиждень продажів на першому місці в хіті-парадах Австрії, Голландії, Німеччини, Канади, Норвегії, Швейцарії, Швеції . Кінець кінцем, альбом «Black & Blue», з 13 композицій якого 2 були написані самими учасниками гурту, а 6 пісень у співавторстві з ними, отримав статус платинового більш ніж в 30 країнах, і золотий статус в десяти. Продажі альбому становлять 24 млн екземплярів. Наприкінці 2000 року під час знімання відеокліпа «The Call» Ей Джей Маклін почав вживати кокаїн. 2001 року почали тур на підтримку альбому, який охоплював 5 континентів. Літом 2001 року Ей Джей Маклін, після втручання Кевіна Річардсона в готелі Бостона, вирішив почати лікування унаслідок алкогольної, наркотичної залежності і депресії. Тур відклали до вересня. Під час подій 11 вересня 2001 року загинув один з членів персоналу Backstreet Boys, Даніель Лі, що летів до вагітної дружини на літаку Бостон — Лос Анджелес, який першим врізався у Всесвітній торговельний центр (Нью-Йорк).

### «The Hits: Chapter One»
2001 — 2002 В жовтні 2001 року випущений альбом «The Hits: Chapter One» — що включає найкращі хіти гурту і один новий сингл «Drowning». Наприкінці 2001 року було оголошено про заплановану перерву в роботі гурту.
Протягом перерви: 2002 — 2004
У 2002 році гурт розірвав контракт з менеджментом («The Firm»). 2002 року відбувся реліз сольного альбому Ніка Картера «Now or Never» . Під час перерви Кевін Річардсон почав свою кар'єру на Бродвеї (головна роль в мюзиклі «Чикаго»). Брайан, Хауї і Ей Джей почали працювати над своїми сольними альбомами. У листопаді 2002 року у Брайана і Ліенн Літтрелл народився первісток, названий Бейлі. У грудні 2003 року Ей Джей Маклін взяв участь в шоу Опри Уїнфрі, де він вперше публічно розповів про свою наркотичну і алкогольну залежність. Останні члени гурту вирішили підтримати його особисто, їх поява в студії була несподіваною для Макліна. Вперше за 2 роки гурт з'явився на публіці у повному складі. 2004 року Backstreet Boys дали декілька виступів, символізуючих їх повернення. Гурт відвідав Азію з невеликим туром, що включає Пекін, Шанхай, Токіо і Маніла. Після успіху цього туру були організовані виступи в Мексиці (Мехіко і Монтеррей)що включають виконання нових пісень.

### Повернення: «Never Gone»
2005 — 2006 Після трьохрічної перерви, 28 березня 2005 року відбувся реліз нового синглу «Incomplete». Значні зміни в музичному стилі гурту були сприйняті критично частиною преси, шанувальники, проте, прийняли їх на ура". 14 червня 2005 року вийшов альбом «Never Gone», над записом якого гурт працював близько року. Назву запозичено з однойменної пісні в альбомі, написаної Кевіном Річардсоном про смерть батька. Альбом в перший тиждень попав на третє місце американського чарта з продажами в 291 тис. екземплярів і стартував на першому місці в хіті-парадах Бразилії, Німеччини, Індії, Пакистану, Чилі, Південної Кореї, Японії. У США альбом став платиновим. Його продажі в усьому світі складають близько 10 млн екземплярів. Світовий тур на підтримку альбому почався в липні 2005 року з міста Вест Палм Бич, Флорида. Пізніше були випущені ще 3 сингли з цього альбому («Just Want You to Know», «Crawling Back To You», «I Still»). 2 травня 2006 року Брайан Літтрелл випустив свій перший сольний альбом «Welcome Home» з релігійною спрямованістю. 24 червня 2006 року офіційний сайт Backstreet Boys оголосив про зміни в складі:
Після 13 років того, що можна описати лише як мрія, що збулася, я вирішив, що прийшло час покинути Backstreet Boys. Для мене це рішення було дуже
важким, але необхідним, щоб почати нову главу свого життя. Ховард, Брайан, Алекс і Нік завжди будуть моїми молодшими братами, я їх дуже люблю і завжди
підтримую. Мені хотілося б подякувати фанів Backstreet Boys за всі прекрасні
моменти, які ми розділили разом, я дуже хочу включити вас в наступну фазу свого
життя. Я бажаю моїм братам продовження успіху і з нетерпінням чекаю
їх нового альбому. — Кевін Річардсон.

### «Unbreakable»
2007 — 2009 Шостий альбом Backstreet Boys «Unbreakable», випущений 30 жовтня 2007 року, поєднував в собі ранній стиль гурту, танцювальну поп-музику середини дев'яностих, з їх новішим поп-соул звучанням. Попри позитивні рецензії, альбом не був успішніший за свого попередника «Never Gone». Альбом був проданий накладом 1,7 млн екземплярів в усьому світі, але всього 150 тисяч — в США. 6 серпня 2007 року на нью-йоркській радіостанції Z 100 відбулася прем'єра першого синглу «Inconsolable» — рок-балади, що нагадує сингл «Incomplete» з попереднього альбому. «Unbreakable» дебютував в чарте Billboard 200 на сьомому місці з продажами 81 тис. екземплярів в перший тиждень. Двома тижнями пізніше, альбом покинув сотню найкращих. Другим синглом була оголошена пісня «Helpless when she smiles». Гурт почав свій світовий тур на підтримку альбому з концертів в Японії, Австралії і Китаї. Квітень і травень був присвячений виступам в Європі. Гурт почав працювати над новим альбомом. Після невеликої перерви Backstreet Boys відвідали країни, в яких їм ще ніколи не доводилося виступати, — Ізраїль, ОАЕ, Росія, Латвія, а також рідний північноамериканський регіон. На завершуючому концерті північноамериканського туру, 23 листопада 2008 року в Голлівуді, колишній учасник гурту Кевін Річардсон приєднався до останніх для виконань завершуючої пісні концерту, «Shape of my heart». Тур завершився відвідинами країн Латинської Америки в лютому-березні 2009 року.

### «This Is Us»: з 2009— дотепер
В створенні цього альбому брали участь такі люди, як Макс Мартін, Redone, T-pain, Pitbull, Soulshock & Karlin, Джим Джонсин, Клод Келлі, Райан Теддер (учасник гурту Onerepublic), Josh Hoge. Декілька пісень з незавершеного альбому просочилося в Інтернет, включаючи пісні «Helpless», дует з репером Pitbull, "Bigger», написана Максом Мартіном і «Shes а dream», продюсером якої є T-pain. Відгуки про пісні допомогли гурту в подальшій роботі над альбомом. 29 травня 2009 року гурт оголосив, що запис альбому закінчений. Перший сингл під назвою «Straight through my heart» надійшов до ротації на американських радіостанціях 27 липня. Трек спродюсував Redone (Lady Gaga — «Just dance», «Poker face», Sean Kingston — «Fire burning»). Під час промо-туру в Японії гурт зняв відео на новий сингл «Bigger», написаний Максом Мартіном, який був автором таких хітів гурту, як «Everybody (Backstreets back)» і «I want it that way».
За день до виходу альбому в США (5 жовтня) Брайану Літтреллу поставили діагноз «свинячий грип». У зв'язку з цим довелося скасувати частину промо-віступів на підтримку альбому. «This Is Us» вийшов 30 вересня в Японії і 6 жовтня в США. В день виходу альбом займав 2 строчку в списку альбомів інтернету-магазина itunes, що самих продавалися, в США. За перший тиждень продажів в Японії «This Is Us» розійшовся накладом в 98 тис. екземплярів.
30 жовтня 2009 року Backstreet Boys вирушили в європейську частину світового туру під назвою «This Is Us Tour». У його рамках гурт вперше відвідав Україну і вже вдруге Росію: 13 грудня — Київ (Палац спорту) 10 грудня — Санкт-Петербург (Льодовий палац) 11 грудня — Москва (Крокус Ситі Хол) Гурт дав концерт в день відкриття Міжнародної конференції ООН зі змін клімату 7 грудня в Копенгагені. Концерт відбувся в рамках акції «Грай щоб зупинити: Європа рятує клімат» (англ. «Play to Stop. Europe for Climate») музичного телеканалу MTV, присвяченої інформуванню європейської молоді про питання глобального потепління. Лютий 2010 року був присвячений азійській частині світового туру, в березні гурт відвідає Австралію і Нову Зеландію

## Дискографія
| - Backstreet Boys (1996) - We've Got It Goin' On (1995) - I'll Never Break Your Heart (1996) - Get Down (You're The One For Me) (1996) - Quit Playin' Games (With My Heart) (1996) - Anywhere For You (1997) - Backstreet's Back (1997) - Everybody (Backsteet's Back) (1997) - As Long As You Love Me (1997) - All I Have To Give (1998) - Millennium (1999) - I Want It That Way (1999) - Larger Than Life (1999) - Show Me the Meaning of Being Lonely (2000) - The One (2000) - Black & Blue (2000) - Shape Of My Heart (2000) - The Call (2001) - More Than That (2001) | - Greatest Hits — Chapter One (2001) - Drowning (2001) - Never Gone (2005) - Incomplete (2005) - Just Want You To Know (2005) - Crawling Back To You (Only US Edition) (2005) - I Still… (2005) - Unbreakable (2007) - Inconsolable (2007) - Helpless When She Smiles (2007) - This Is Us (2009) - Straight Through My Heart (2009) - Bigger (2009) - NKOTBSB (2011) - Don't Turn Out The Lights (2011) |